# Майер, Лиза (поэтесса)
Лиза Майер (нем. Lisa Mayer; род. 1954, Нассерайт, Австрия) — австрийская поэтесса.
По профессии логопед. С 1977 года живёт в городке Пух под Зальцбургом.
В 1970-е годы опубликовала в тирольской периодике несколько рассказов, однако затем отошла от литературы, воспитывала шестерых детей. Поставив их на ноги, профессионально занялась поэзией. В 1998 году была удостоена Поэтической премии Земли Зальцбург, в 1999 году вышел первый сборник стихов «По крышам опять барабанит» (нем. Auf den Dächern wird wieder getrommelt). В 2005 году за ним последовала вторая книга, «Только ты одариваешь воров» (нем. Du allein beschenkst die Diebe), в том же году получила третий приз Премии Фельдкирха. В 2007 году Лизе Майер была присуждена поощрительная Премия Георга Тракля. В 2006 году в Кракове вышел сборник Майер «Двуликий ангел» (пол. Anioł o dwóch twarzach) в переводе известного польского переводчика Рышарда Войнаковского.
По словам писателя и критика Петера Ландерля, секрет этих стихов в том, что они «гармоничны, мягки и кротки, у них изящный ритм и нежная мелодия»
По-русски стихи Лизы Майер публиковались в журналах «Иностранная литература» и «TextOnly» в переводе Дмитрия Кузьмина и Дмитрия Белякова и в журнале «Воздух» в переводе Алексея Прокопьева.